# AVUS
L'Automobil-Verkehrs- und Übungs-Straße GmbH ou AVUS (acronyme traduisible par « Route de circulation et d'essais automobiles ») était une société de capitaux allemande constituée en 1909, dans le but de stimuler le développement de la construction automobile
En 1913 furent lancés des travaux d'une piste de course et d'essai à l'ouest de Berlin qui devint, lors de son ouverture en 1921, la première route à accès réglementé du monde réservée aux automobiles. Utilisé comme circuit de courses automobile jusqu'en 1998, l'ancien circuit de Formule 1 fait maintenant partie de la Bundesautobahn 115.

## Historique

### Piste d'essais
En réaction aux échecs de l'Allemagne dans les compétitions de sport automobile, la société AVUS a été créée en 1909 dans le but de renforcer la compétitivité de l'industrie automobile allemande. L'objectif était de construire une route exclusivement réservée aux voitures pour l'entraînement, les tests et les courses, car à cette époque, les véhicules motorisés devaient encore partager les routes avec les piétons et les calèches, ce qui entraînait des perturbations de plus en plus fréquentes entre les usagers . La société  commence les études d'une route automobile rapide de dix kilomètres de long à deux voies séparées, qui sera construite dans la grande forêt de Grunewald, parallèle à la voie ferrée de Berlin à Blankenheim au sud-ouest de Charlottenbourg. En 1913, les travaux débutent mais le déclenchement de la Première Guerre mondiale en 1914 interrompit les travaux. Bien que des prisonniers de l'armée russe aient été employés durant la guerre pour la construction de l'AVUS, la piste restait incomplète. À l'aide d'un investissement supplémentaire de la part de l'industriel Hugo Stinnes, la mise en service eut lieu le 24 septembre 1921. La piste menait de Westend à côté de la tour radio de Berlin (construite de 1924 à 1926), traversait la Grunewald en ligne droite et se terminait au Nikolassee, un petit lac entouré de forêts, pour retourner au nord-est. Au moment de son ouverture, la piste mesure 19,569 km de long et possède deux courbes.

### Circuit de courses

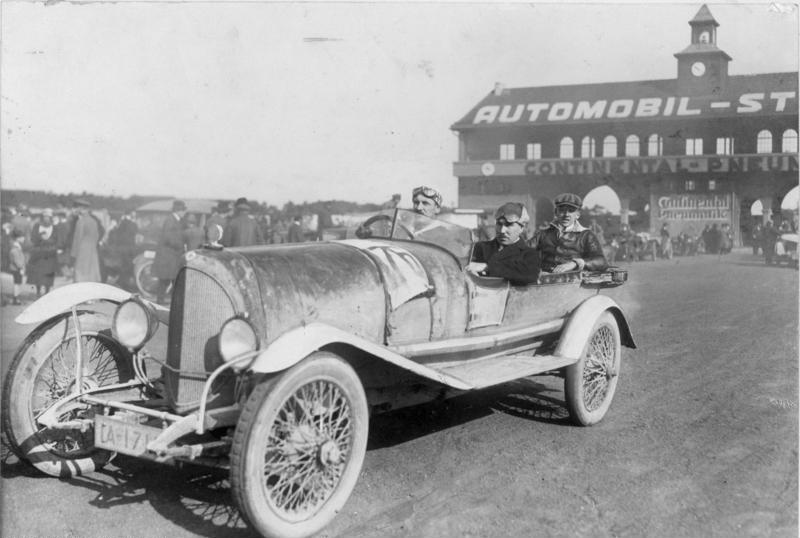
Un véhicule de compétition sur le circuit (1922).

Une course de voitures se déroula sur le circuit dès son inauguration le week-end des 24 et 25 septembre 1921. Le record de vitesse moyenne fut établi par Fritz von Opel. Après l'inauguration l'AVUS a été ouverte à la circulation publique comme autoroute à péage, ce qui constitue une première au monde. Les automobilistes pouvaient emprunter l'AVUS en dehors des périodes de course. Un ticket pour un trajet unique coûtait dix Reichsmarks et pouvait être acheté aux guérites situées aux extrémités nord et sud de la voie. Pendant l'hyperinflation, seule une autre grande course s'est déroulée le 10 et 11 juin 1922, accompagnée de la première course moto.Un peu plus tard la route a été bitumée sur toute sa longueur.

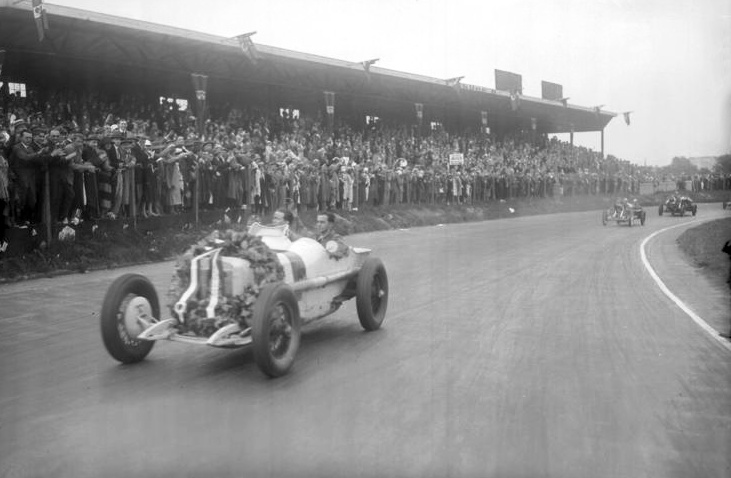
Grand Prix d'Allemagne 1926, Rudolf Caracciola fait un tour d'honneur.

L'AVUS est utilisée comme circuit pour le Grand Prix d'Allemagne de 1926 remporté par le local Rudolf Caracciola au volant d'une Mercedes-Benz S. La Formule Grand Prix a mené sur huit tours d'une course assombrie par de mauvaises conditions météorologiques. Seuls 26 pilotes sur les 44 engagés passèrent la ligne d'arrivée ; la voiture d'Adolf Rosenberger est sortie de piste dans le virage nord, faisant trois morts. Au cours des années suivantes, l'AVUS servit de circuit d'essais ; en mai 1928, Fritz von Opel (« Rocket Fritz ») atteignit la vitesse de 238 km/h sur sa première voiture propulsée par fusée, l'Opel RAK 2.
Pendant la Grande Dépression à partir de 1929, la société anonyme AVUS s'est trouvée confrontée à de graves problèmes économiques et les courses ont dû être interrompues .

Les compétitions automobiles ont été reprises dans les années 1930, et l'AVUS accueillit également une course qui lui était propre, l'AVUS-Rennen. Lors de ces compétitions  la puissance montante du Reich est mise en avant, à travers les moteurs toujours plus performants des constructeurs nationaux, Mercedes-Benz et Auto Union. Le circuit berlinois se transforma en vitrine de propagande par les nazis, tout près de leur capitale, contrastant avec le Nürburgring, isolé dans les montagnes de l'Eifel. Caracciola remporta la course en 1931, suivi par son rival Manfred von Brauchitsch, également au volant d'une Mercedes. En 1932, von Brauchitsch remporta le championnat avec une Mercedes-Benz SSKL, devant Caracciola sur une Alfa Romeo. Un autre pilote perdit la vie dans un accident au volant d'une Bugatti Type 54. Après les victoires d'Achille Varzi (Bugatti) et Guy Moll (Alfa Romeo) en 1933 et 1934, le régime nazi encouragea le développement des « flèches d'argent » (Silberpfeile), voitures construites par Mercedes-Benz et Auto Union. En 1935, le pilote Luigi Fagioli remporta la victoire avec une Mercedes.

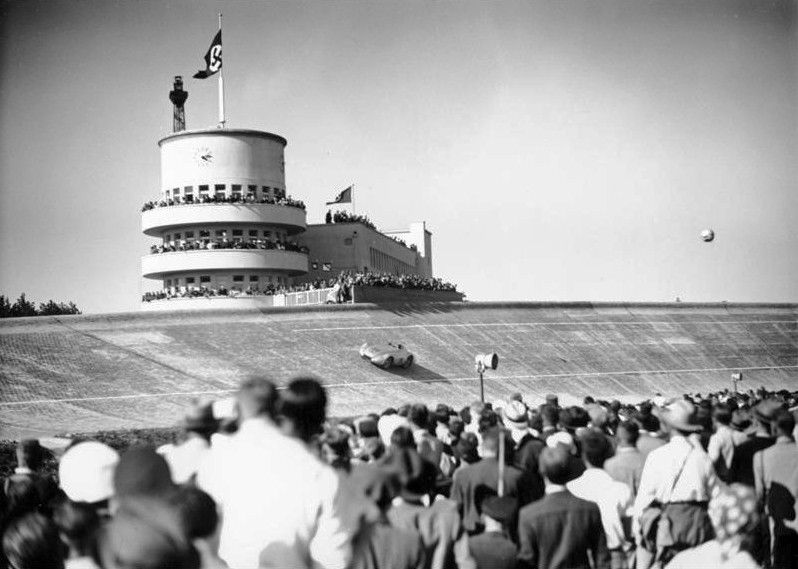
Une Mercedes-Benz W25 carénée dans le virage nord (1937).

En 1936, la tribune principale est construite, longue de 200 mètres, elle pouvait accueillir environ 4 000 spectateurs. En même temps la boucle nord a été remplacée par un virage relevé en brique d'une hauteur de 8m avec un angle d'une inclinaison de 43°à l'extrémité nord. Cette modification permit des vitesses encore plus élevées lors des courses. En 1937, le vainqueur Hermann Lang sur Mercedes put ainsi atteindre une vitesse maximale de 380 km/h. Bernd Rosemeyer, avec son Auto Union Type D réussit à atteindre une vitesse moyenne de 276 km/h, un record jamais égalé dans toute l'histoire de l'AVUS à la suite de la modification en 1938 de la réglementation adoptant la limitation de cylindrée pour les véhicules engagés. En 1939, l'AVUS, auparavant route privée, est vendu à l'État allemand. Il est raccordé à l'autoroute périphérique qui ceinture la capitale (Berliner Ring) en 1940. Jusqu'à la fin de la guerre en 1945, la route a été utilisée exclusivement pour la circulation.
Après la Seconde Guerre mondiale le circuit se trouve à Berlin-Ouest mais une portion de celui-ci, au sud, se trouvait sur le territoire de Berlin-Est. Le circuit fut donc amputé de sa partie sud et réduit à 8,299 km, la première course sur la piste raccourcie eut lieu en 1951. Trois ans plus tard une course avec des Mercedes-Benz W196 fut remportée par Karl Kling devant Juan Manuel Fangio et Hans Herrmann.
En novembre 1958, Le dirigent Khrouchtchev lança un ultimatum aux alliés occidentaux, exigeant la démilitarisation de Berlin-Ouest en six mois. Pour défier l'URSS, les politiciens allemands décidèrent de déplacer le Grand Prix de Formule 1 de 1959 sur le circuit de l'AVUS à la frontière entre la RFA et la RDA, à la place du traditionnel Nürburgring. Cette provocation permit au public de la zone d'occupation soviétique d'assister à la course, pour l'occasion ils furent autorisés à payer leur billet en marks de l'Est. Le Grand Prix d'Allemagne 1959 sur l'AVUS, remporté par l'Anglais Tony Brooks au volant d'une Ferrari, est marqué par la mort du pilote français Jean Behra, qui concourait avec sa Porsche 718 dans une autre catégorie la veille du Grand Prix.
En 1967 le virage relevé du côté nord fut démoli. Après la chute du mur de Berlin, l'organisation des courses est compliquée, le circuit sert d'axe de liaison majeur dans le Berlin réunifié, il est devenu de plus en plus difficile de maintenir ces événements dans les années 1990. Le développement du circuit fut alors réduit plusieurs fois, jusqu'à l'arrêt de son utilisation en 1998, en 1999 et la piste fut définitivement intégré à l'autoroute Bundesautobahn 115,.

### De nos jours
L'AVUS est maintenant intégrée dans le réseau d'autoroutes permettant d'accéder à l'autoroute circulaire du Stadtring (A 100) de Berlin intra-muros en arrivant par le sud-ouest. Son numéro officiel est la Bundesautobahn 115 (A 115). Aux heures de pointe, l'AVUS est saturée. Les comptages sur la route montrent une moyenne quotidienne de 66 000 véhicules (données 2007).

## Documentaire
- 2021 : Avus : circuit automobile de légende, réalisé par Elias von Salomon, durée 52 minutes.